# Atrium Verlag
Die Atrium Verlag AG (Atrium) wurde am 16. März 1936 in der Schweiz gegründet. Seit 1976 bis 2015 als Tochterunternehmen der Cecilie Dressler Verlag GmbH als Teil der Verlagsgruppe Oetinger, seit 2016 als Teil der W1-Media GmbH Verlagsgruppe. Die Atrium Verlag AG hat ihren Sitz in Zürich.

## Geschichte

### 1935 bis 1976
1936 gründete der deutsch-jüdische Verleger Kurt Maschler den Atrium Verlag in Basel, Wien und Mährisch Ostrau. Er wollte vor allem das Werk von Erich Kästner weiter publizieren, das in Deutschland seit 1933 verboten war. Die Rechte dazu hatte er vom Verlag Williams & Co. übernommen. Er sah sich zu diesem Schritt genötigt, da Kästner Deutschland nicht verlassen wollte:

„Da ich Kästner nicht dazu bewegen konnte zu emigrieren, emigrierte ich seine Bücher. Ich fuhr in die Schweiz und gründete den Atrium Verlag.“

Der Name war von einem Großkino in Berlin-Wilmersdorf abgeleitet. Da Maschler den Hauptstandort Basel auf Anordnung der Schweizer Behörden bald nicht mehr nutzen konnte, leitete er den Verlag von Berlin aus. Der Druck und die Auslieferung erfolgten in Mährisch Ostrau im Verlag von Julius Kittl Nachf. Neben Kästner wurden auch Werke von Adrienne Thomas und Henry de Montherlant verlegt.
Nachdem Maschler seit Herbst 1937 sein Büro in Berlin nicht mehr betreten durfte, emigrierte er zunächst nach Wien, im Frühjahr 1938 dann nach Amsterdam. Den Verlagsstandort verlegte er von Basel nach Zürich. 1939 schloss Maschler wahrscheinlich den Atrium Verlag, nachdem er nach London gezogen war. Von dort aus vertrieb er weiter die Kästner-Rechte in über dreißig Länder.
Wahrscheinlich 1946 eröffnete Kurt Maschler den Verlag in Zürich neu. Er gab dort wieder das Werk von Erich Kästner heraus, dazu auch von anderen Autoren, wie Erich Fried (Oesterreich, Gedichte 1946) und Kurt Tucholsky (Rheinsberg, 1950). Der Atrium Verlag entwickelte sich zu einem profilierten Herausgeber für Kinder- und Jugendliteratur.

### Seit 1976

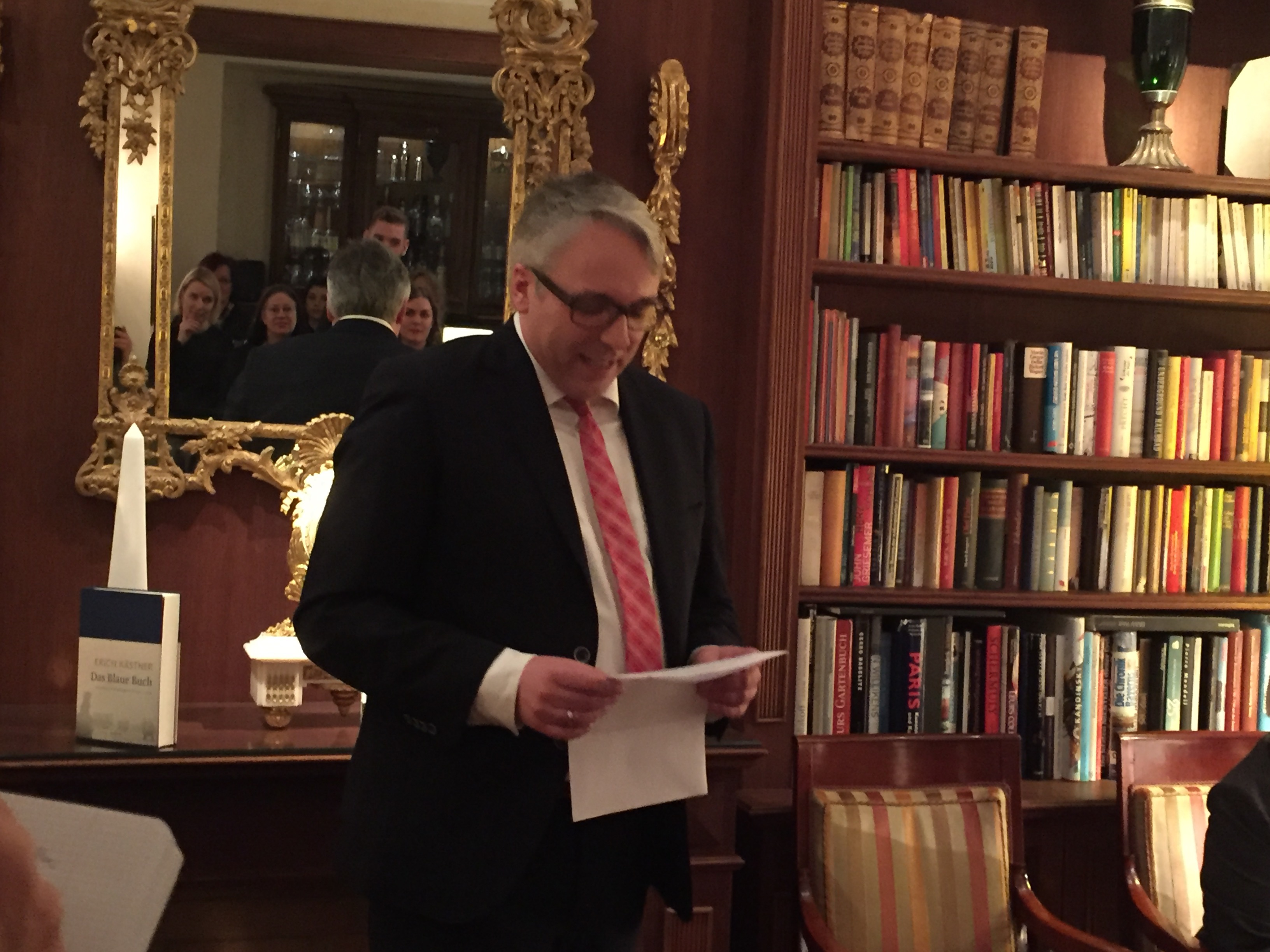
Der ehemalige Verlagsleiter Tim Jung stellt Erich Kästners geheimes Kriegstagebuch „Das Blaue Buch“ vor

1976 verkaufte Maschler den Verlag an die Inhaberfamilie der Verlagsgruppe Friedrich Oetinger.
Seit 2013 ist Jan Weitendorf Geschäftsführer der beiden Verlage, die programmatisch ab jetzt getrennt geführt werden. Tim Jung wurde als programmatischer Verlagsleiter eingesetzt und 2016 gründete Jan Weitendorf von Hacht, ein Nachfahre der Oetingers, die W1 Media Gruppe und übernahm die Verlage Atrium, Arche und NordSüd.
Im Dezember 2019 übernahm Andrea Groll die verlegerische Leitung des Atrium Verlags nach dem Wechsel von Tim Jung zu Hoffmann und Campe.
Bis heute liegen die Weltrechte an sämtlichen Werken Erich Kästners beim Atrium Verlag.

## Programm
1935 erschien als erstes Buch von Erich Kästner Emil und die drei Zwillinge im neu gegründeten Atrium Verlag. Weitere Autoren des Verlags waren in den folgenden Jahren Stefan Zweig, Adrienne Thomas, Hugh Lofting, Annette Kolb, Kurt Tucholsky, Erich Fried und Norman Mailer (in der Schweiz).
Seit 2008 steht Erich Kästner wieder ganz im Mittelpunkt des Programms. Im Herbst 2013 erschien bei Atrium mit Der Gang vor die Hunde erstmals die ungekürzte und unveränderte Urfassung von Kästners Fabian unter dem Titel, den Kästner ursprünglich für den Roman vorgesehen hatte. Im Frühjahr 2013 erschien anlässlich des 80. Jahrestags der Bücherverbrennung der Kästner-Band Über das Verbrennen von Büchern. Im Frühjahr 2015 erschienen unter dem Titel Es gibt nichts Gutes, außer: Man tut es von Christoph Niemann illustrierte Epigramme Erich Kästners.
Daneben positioniert sich Atrium im Erwachsenenbuch inzwischen mit besonderer, anspruchsvoller Spannungsliteratur von internationalen Bestsellerautoren wie Hideo Yokoyama, Mark Billingham, Donato Carrisi, P.D. James, Chan Ho-kei und Anna Grue sowie mit aktuellen gesellschaftlich relevanten Themen, wie sie zum Beispiel in den Büchern von Bijan Moini behandelt werden.